# Братчун Валерій Іванович
Братчун Валерій Іванович  (13.08.1947) - інженер-будівельник-технолог, перший проректор, проректор з навчальної роботи, завідувач кафедри технології будівельних матеріалів, виробів та автомобільних доріг Донбаської національної академії будівництва та архітектури, доктор технічних наук, професор, академік Української технологічної академії, Академії екологічних наук України, Академії будівництва України, заслужений діяч науки і техніки України, лауреат Державної премії України у галузі науки і техніки, нагороджений знаком «Відмінник освіти України».

## Інтернет-ресурси
- Братчун Валерій Іванович[недоступне посилання з вересня 2019]
- Братчун Валерій